# Nazmi Mustafi
Nazmi Mustafi (* 13. November 1941 in Podujevo, Königreich Jugoslawien) ist ein kosovarischer Wirtschaftswissenschaftler und ehemaliger jugoslawischer Politiker.

## Leben
Nazmi Mustafi war 1986–1987 Regierungschef der Autonomen Provinz Kosovo und 1989 bis 1991 jugoslawischer Wirtschaftsminister in der Regierung von Ante Marković.
Später war er Professor an der wirtschaftswissenschaftlichen Fakultät des albanischsprachigen Teils der Universität Pristina, danach war er Leiter der Abteilung Korruptionsbekämpfung in der Staatsanwaltschaft des Kosovo. Aufgrund von Ermittlungen der EULEX wurde Mustafi selbst der Korruption verdächtigt, er soll gegen die Zahlung hoher Summen die Ermittlungen gegen unter Korruptionsverdacht stehende Personen eingestellt haben. Im September 2012 wurde Anklage gegen ihn erhoben.
Am 23. Mai 2013 verurteilte ihn ein Gericht in Peja zu einer Geldbuße von 10.000 Euro und zu einer Haftstrafe von fünf Jahren. Von ihm angestrengte Berufungsverfahren vor dem Appellationsgericht des Kosovo und dem Verfassungsgericht der Republik Kosovo bestätigten das erstinstanzliche Urteil.